# Un milione di giorni
Un milione di giorni è un film italiano del 2011 diretto da Emanuele Giliberti. Il film è stato distribuito nelle sale italiane l'8 novembre 2012.

## Trama
Sicilia 1966. Un duchino un po' svanito si è messo in testa di adempiere un voto paterno: raggiungere a piedi Gerusalemme. Non potendolo fare realmente, cammina ogni giorno nel giardino di casa contando il percorso compiuto seguito da Carmelina, una servetta dallo spirito brillante. Camminando le racconta delle storie che sono legate dalla presenza di un anello. Nella prima siamo nel 1197 e Costanza d'Altavilla racconta del proprio amore per il figlio Federico II, pari solo al disprezzo che nutriva per il marito. Nel secondo (1608) il Caravaggio dipinge una prostituta nei panni di una santa. Nel terzo (1920) Franca Florio riflette amaramente sul passato e sulla decadenza della famiglia. L'ultimo racconto è opera di Carmelina la quale racconta dell'inizio degli Anni Sessanta e di una Santa sull'altare impegnata ad ascoltare fatti e misfatti dei fedeli che a lei si rivolgono.

## Distribuzione
Il film è stato distribuito in contemporanea sulla piattaforma Apple di Itunes/Store. È stato realizzato con il sostegno della Regione Siciliana Film Commission, la Provincia di Siracusa e il Comune di Melilli (Sr).